# Selye János Gimnázium
A Selye János Gimnázium – négy, és nyolcosztályos gimnázium Komáromban, a szlovákiai magyar középfokú oktatás egyik legfontosabb intézménye. Az 1649-ben alapított jezsuita, később bencés gimnázium utódja. 1908-ban költözött a Király Püspök utca 5. száma alatt található kétemeletes épületbe. 1994-ben vette fel egykori híres diákjának, Selye János stresszkutatónak a nevét. A gimnáziumba az egész szlovákiai magyar nyelvterületről érkeznek diákok, kollégium is tartozik hozzá.

## Története

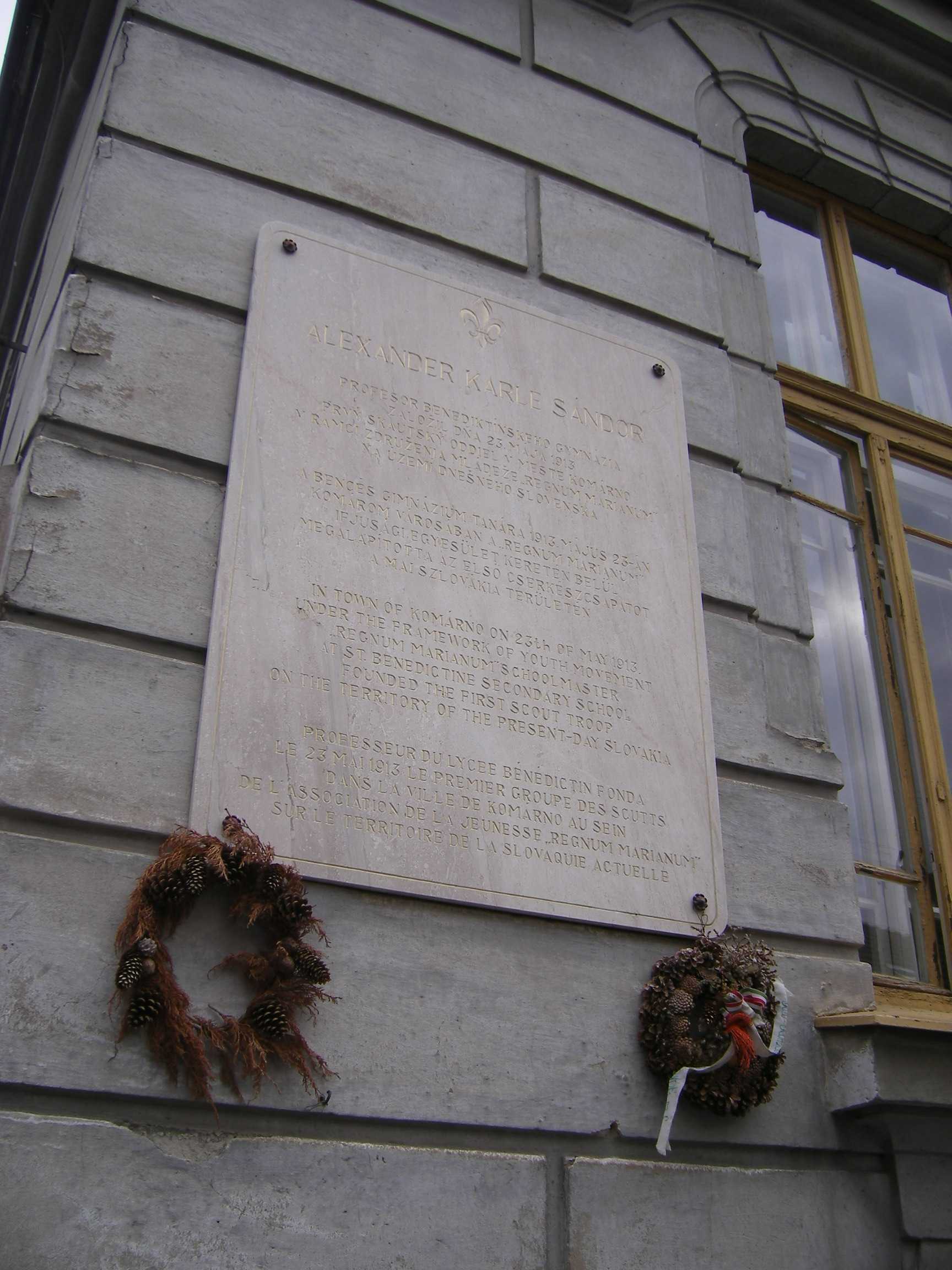
A cserkészet emléktáblája a gimnázium falán

Az iskolát mint érseki katolikus gimnáziumot 1649-ben alapították a Komáromban 14 évvel korábban letelepedett jezsuiták. 1749-ben építették fel első gimnáziumépületüket a Szent András-templommal szemben, a mai Duna Menti Múzeum helyén. 1773-ban a jezsuita rend feloszlatása után a pannonhalmi Benedek-rend kezébe került az iskola.
II. József a bencés rendet is feloszlatta és csak 1802-ben kapták vissza a gimnáziumot. A napóleoni háborúk alatt (ekkor a Nádor utcai épületet hadikórházként használták) és 1848-1849-ben is szünetelt a tanítás, majd 1850-ben az osztrák önkényuralom négyosztályos algimnáziummá fokozta le. Az 1848-as tűzvészben leégett Nádor utcai iskolaépületet 1861-re állították helyre. 1908-ban az iskola újra főgimnáziummá alakult és egyben a mai épületébe költözött. 1913-ban Karle Sándor alapította meg a gimnázium híres cserkészcsapatát, melyet később Bíró Lucián vezetett és 1945-ig működött. Az első világháború alatt (1914-1916 között) az épületben katonai kórház működött, de az oktatás a város más részein továbbra is folyt.
1924-ben az iskola 5 tanárát fosztották meg az állampolgárságtól. 1938-ban 16 osztályos gimnáziummá alakult át. 1945-ben államosították az iskolát és 5 éven keresztül csak szlovák nyelvű oktatás folyt az épületben.
A magyar középiskola az 1950/1951-es tanévben nyílt meg újra, majd 1970-től gimnáziumként folytatja tevékenységét. Egy ideig óvónőképző is működött itt. Az 1992/1993-as tanévtől a négyosztályos mellett nyolcosztályos évfolyamok is indulnak. A 2008/2009-es tanévben a négyosztályosok mellett hatosztályos évfolyam is indult.

## Épülete
A bencés algimnázium főgimnáziummá emelésekor az egykor itt állt női kórház épületét választotta ki a város az új iskolaépület helyéül. Építését 1907 szeptemberében kezdték meg Herczeg Zsigmond építész tervei alapján és 1908. szeptember 8-án tartották ünnepélyes átadását. A gimnázium udvara közös a szlovák gimnáziuméval, az itt álló fabarakk 1938 előtt a vámhivatalnak adott otthont az akkori csehszlovák-magyar határon.
Az épület előtt áll Király József püspöknek, az iskola jótevőjének a mellszobra. Az eredetileg 1914-ben felavatott szobrot (Istók János alkotását) 1947-ben eltávolították és csak 2001-ben került vissza eredeti helyére. Az anyát és gyermekét ábrázoló másik szobor Nagy János alkotása. A gimnázium falán négynyelvű emléktábla jelzi a komáromi cserkészcsapat megalapítását 1913. május 23-án. Az épület földszintjén 1994-ben leplezték le Selye János emléktábláját.

## Neves tanárai

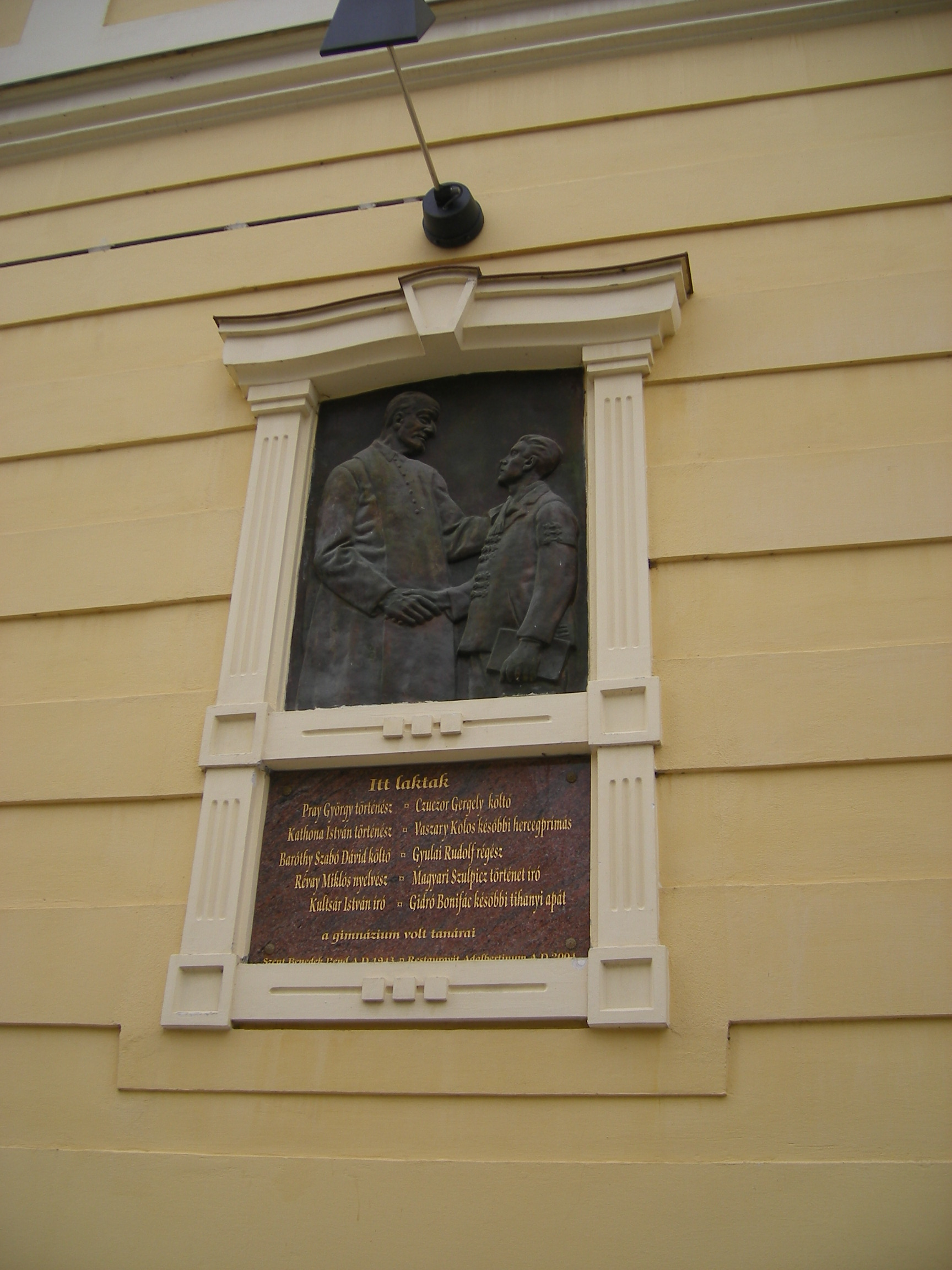
Az egykori bencés tanárok emléktáblája a Nádor utcában levő rendház falán

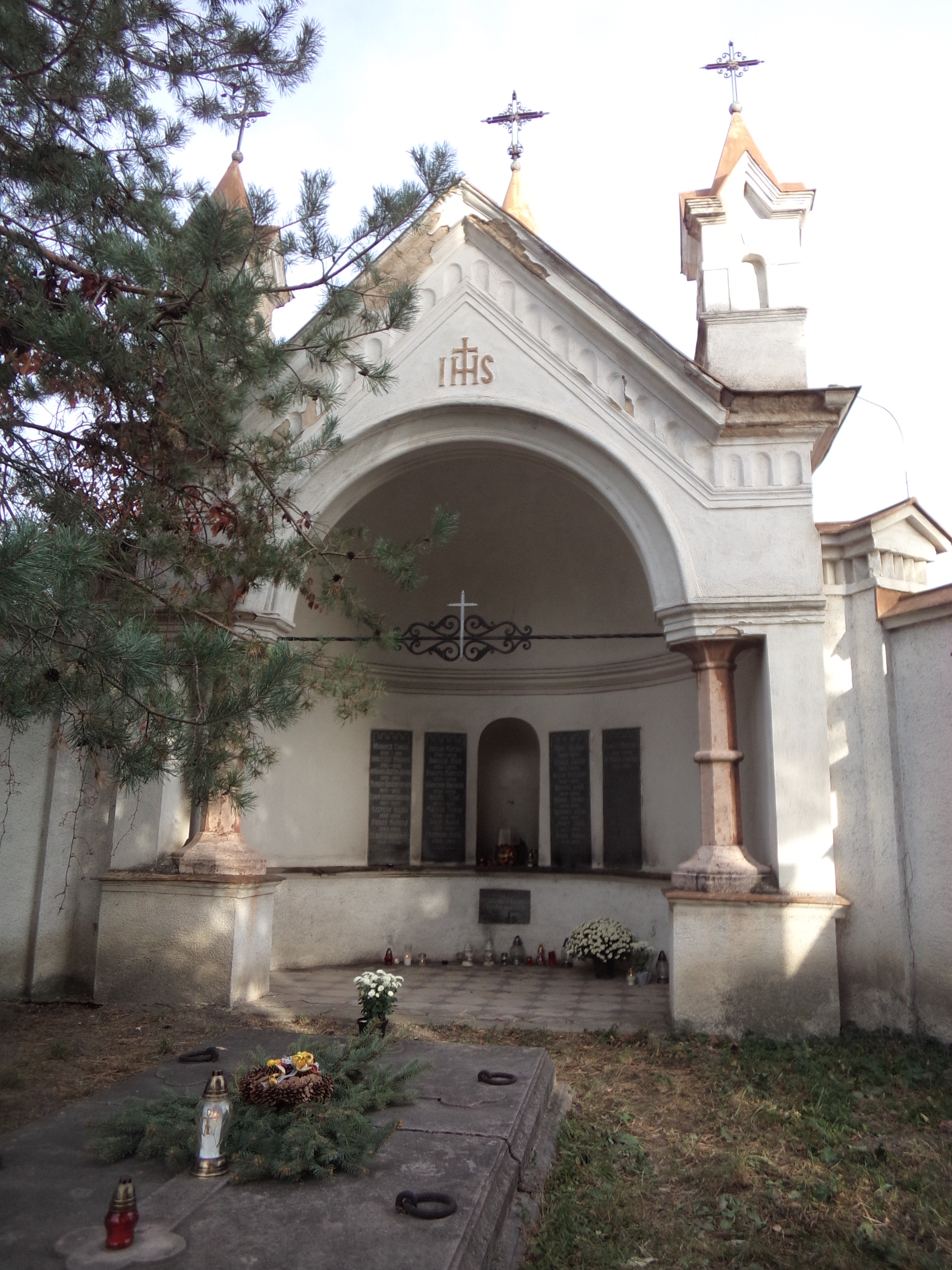
A bencések sírja a katolikus temetőben

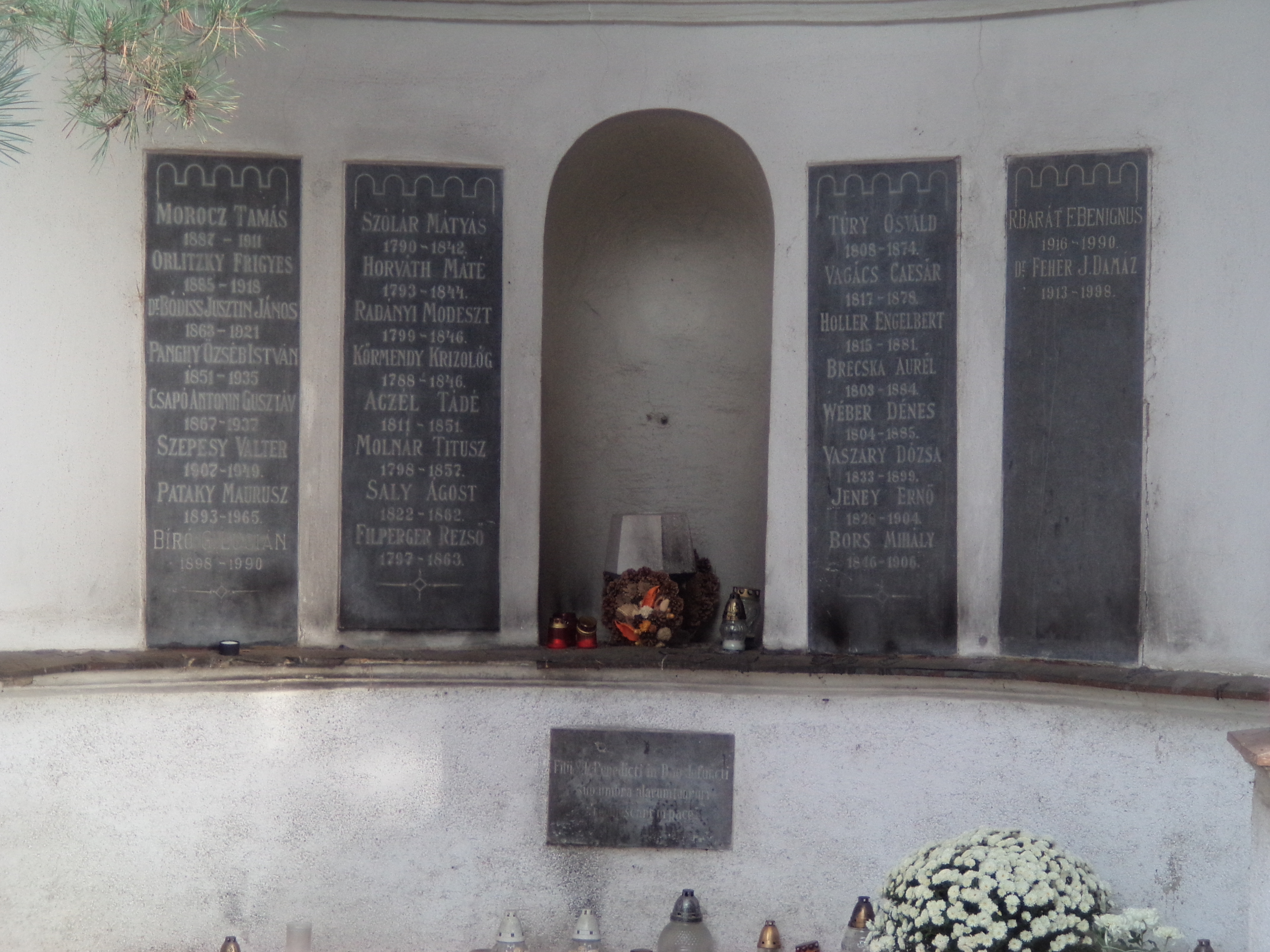
A bencések sírja a katolikus temetőben

| - Andruskó Imre volt parlamenti képviselő - Asbóth József (1953) újságíró, műsorvezető. - Balás Teofil Ferenc (1795–1878) bencés szerzetes, gimnáziumigazgató. - Baróti Szabó Dávid (1739–1819) költő - Bausz Teodorik (1870–1906) bencés tanár. - Bekeő Benedek Lajos (1794–1846) szerzetes, pap. - Bertalanfi Pál (1706–1763) jezsuita hitszónok, geográfus. - Bíró Lucián Géza (1898–1990) cserkészvezető, tankönyvíró, szerkesztő, katolikus egyházi író. - Bognár Cecil Pál (1883–1967) bencés szerzetes, pszichológus és egyetemi tanár. - Borka Géza (1894–1977) költő, író, tanár, lapszerkesztő, színműíró. - Bódiss Jusztin János (1863–1921) bencés egyházi író, irodalomtörténész, a Magyar Tudományos Akadémia levelező tagja. - Brogyányi Judit (1948–2006) műfordító, újságíró. - Czuczor Gergely (1800–1866) költő, nyelvész. - Csillag Rupert Antal (1807–1862) bencés rendi tanár. - Dobrovich Ágoston Ferenc (1897–1945) bencés tanár, igazgató. - Fehér Damáz (1913–1998) tanár, plébános. - Fenix Farkas Ignác (1784–1870) bencés szerzetes, pap, költő. - Gáspár Tibor (1928–2011) történész, legendás tanár, számos kimagasló díj és kitüntetés tulajdonosa. - Gidró Bonifác (1869–1958) bencés szerzetes, igazgató, tihanyi apát. - Gosztonyi Nándor (1891–1950) tanár, jószágkormányzó. - Grossinger János Keresztély (1728–1803) jezsuita pap, természettudós. - Gyulai Rudolf (1848–1906) bencés történész, tudományszervező, a Jókai Egyesület elődjének alapítója és mozgatórúgója. - Halbik Ciprián Gáspár (1840–1927) bencés szerzetes és tihanyi apát. - Harmos Károly (1879–1956) festőművész, illusztrátor 1910-től a gimnázium rajztanára volt. - Hites Kristóf (1913–1999) igazgató. - Horváth Bálint István (1799–1860) bencés-rendi pap és tanár, fordító. | - Kamiss Hugó Ferenc (1823–1867) bencés gimnáziumi tanár. - Karle Sándor (1885–1945) a cserkészet egyik hazai meghonosítója. - Katona István jezsuita történetíró. - Kemenes Illés Ede (1885–1943) bencés szerzetes, középiskolai és főiskolai tanár, tankönyvíró. - Keszegh István a gimnázium tanára. - Kiss Péntek József (2008–2010 között) író, rendező, tanár. - Kultsár István (1760–1828) író, szerkesztő, kiadó és színigazgató. - Látecska Ede Endre (Sólymos; 1891–1956) bencés tanár, plébános. - Magyary Szulpic Ferenc bencés pap, tanár. - Molnár Titus János (1798–1857) rendházfőnök, igazgató, bencés tanár. - Mórocz Emilián (1861–1930) gimnáziumi tanár, perjel, szentszéki tanácsos, zenész. - Mózsi Ferenc (1924–2017) szlovákiai magyar irodalom- és zenepedagógus, zeneesztéta, pedagógiai szakíró. - Németh Vilmos bencés igazgató, tanár. - Oláhné Domonkos Ilona (1936–2021) matematika–fizika szakos tanár. - Pataki Maurus Pál (1893–1965) bencés szerzetes. - Pray György jezsuita történész. - Révai Miklós nyelvész, későbbi egyetemi tanár. - Romhányi Árpád (1894–1987) tanár, vegyészmérnök, igazgató, cserkész. - Rózsa Vitál János (1857–1930) bencés főgimnáziumi tanár, igazgató. - Saly Ákos Sándor (1822–1862) áldozópap és tanár. - Sárkány Miklós József (1802–1891) gimnáziumi tanár, szent Benedek-rendi bakonybéli apát.[forrás?] - Sohár Ottó (1874–1944) katonatiszt, testneveléstanár. - Szabó Endre fizikus, a gimnázium tanára. - Szeder Fábián János (1784–1859) bencés pap és tanár. - Szénássy Zoltán helytörténész, író. - Szívós Donát Bálint (1898–1973) bencés szerzetes, egyházi író. - Vagács Caesar János (1817–1878) bencés pap és gimnáziumi igazgató. - Vaszary Kolos (1854–1856 között) bíboros-hercegprímás, az MTA tagja. - Vértesi Leánder Péter (1846–1909) áldozópap és tanár. - Zsilinszky Kázmér (1910–1985) bencés tanár, plébános. |

## Neves diákok
| - Adamovich Ádám (1827-1886) ügyvéd, 48-as tüzér főhadnagy. - Andruskó Imre volt parlamenti képviselő. - Angyal Béla (1958) néprajzi gyűjtő, szakíró, politikus. - Asztalos Béla (1867-1928) Komárom vármegyei főjegyző, utolsó alispán. - Ányos Pál költő. - Beöthy Zsolt irodalomtörténész. - Beszédes Lajos (1898-1984) magyar cserkészvezető, keramikus, főjegyző. - Blaskovics József (1910-1990) műfordító, nyelvész, turkológus professzor. - Boncz Ödön (1858–1928) történész, művelődéstörténész, író, vallás- és közoktatásügyi miniszteri tanácsos. - Boncsek László (1928-2013) tanár, sportoló, újságíró. - Borbély Alexandra (1986) színésznő. - Bödők Gergely (1983) történész. - Buga László (1906–1988) orvos, egészségügyi szakíró, „az ország orvosa”. - Burián László (1922-2014) katolikus pap. - Cornides István (1920–1999) fizikus, egyetemi tanár. - Csémy Lajos László (1923-2022) egyháztörténész, református lelkész, egyetemi tanár. - Csémy Balázs (1985) színész. - Csorba Géza ügyvéd, politikus. - Farkas Ferenc (1852–1916) uradalmi gazdasági intéző, gazdasági szakíró, nagybérlő. - Fehér Ipoly Kálmán pannonhalmi főapát. - Fehérváry Magda (1954) néprajzkutató. - Feszty Árpád festőművész - Ficza István (1983) színművész. - Fritz Beke Éva (1958) egyháztörténész - Galán Géza (Vavreczky) színész - Geréb György (1923-1982) pszichológus, címzetes egyetemi tanár. - Ghyczy Kálmán későbbi pénzügyminiszter. - Gregorics Gábor (1830-1893) honvéd főhadnagy, városi levéltárnok. - Habodász István (1992) magyar színész. - Hász István (1884-1973) római katolikus pap, tábori püspök. - Hidasy Kornél (1828–1900) magyar katolikus pap, szombathelyi püspök. - Horváth Sebestyén Sándor (1981) magyar színész. - Janisch Miklós (1922-2002) parazitológus, herpetológus. - Janitsáry Szilárd (1825–1893) ügyvéd, politikus, 1848-as honvéd főhadnagy. - Jánossy Lajos (1903-1976) evangélikus lelkész, teológus. - Kaszás Attila színész. - Kállay Ödön (1879-1960) Szőny jegyzője és történetírója. - Kecskés László (1913-1995) helytörténész, múzeumigazgató. - Keszegh Béla tanár, polgármester - Keszegh István (1950-2019) matematika-fizika szakos gimnáziumi tanár. - Király József pécsi püspök. - Kocsis Aranka (1953) szerkesztő, néprajzkutató. - Kollányi Ferenc (1863-1933) nagyváradi kanonok, egyháztörténész, könyvtáros, levéltáros. - Kollányi Ödön (1874-1957) tanár, kalocsai polgári iskolai igazgató, szerkesztő. - Komáromi Ressl János (1924-1962) író. - Koncsol László (1936) irodalomkritikus, hely- és művelődéstörténész, költő, műfordító, szerkesztő, pedagógus. - Konkoly Thege Miklós csillagász. - Korpás Éva (1971) népdalénekes, előadóművész. - Krivošík István (1928) színházigazgató, diplomata. - Kultsár István író. | - Lajos András (1981) színész. - Lendvay Benő (1830–1900) orvosdoktor, megyei főorvos, orvosi szakíró. - Ludassy Móric (1829-1885) újságíró. - Mag Gyula (1932-2016) pedagógus, dunaszerdahelyi múzeumigazgató. - Matuska Pál (1917-1985) tiszteletbeli kanonok, esperes, plébános. - Maurovich-Horvat Pál (Maurovich Horvat Pál) (1978) orvos, kardiológus, egyetemi oktató. - Méry Margit (1936) szlovákiai magyar néprajzkutató. - Michac Gábor (1986) díszlet- és jelmeztervező. - Milch Ármin (1873-1922) komáromi fakereskedő, gyáros, régészeti gyűjtő. - Mokos Attila (1964) színművész, színházigazgató. - Molnár Gusztáv (1986) színművész. - Morovics Lajos (1951-2022) szlovákiai magyar újságíró. - Nemesszeghy István (1863–1943) érseki tanítóképzői zenetanár, karnagy, zeneszerző. - Ódor Lajos (1976) szlovákiai magyar közgazdász, pedagógus. - Ordódy Pál politikus. - Orosz Örs (1985) geográfus, szervező, politikus. - Osztényi Leander (1911-1990) tanító, festőművész, porcelán-iparművész. - Pleidell János (1915-2007) grafikus, festő. - Jovan Rajić (1726-1801) görögkeleti szerb archimandrita. - Rancsó Dezső (1966) magyar színész. - Selye János stresszkutató 1925-ben itt érettségizett. - Skriba Pál (1932-2004) szlovákiai magyar képzőművész, pedagógus. - Somogyi Alajos (1816-1856) misszionárius, festő, író. - Somogyi Szilveszter (1926–2006) orvos, Batthyány-Strattman-díjas (1944-ben érettségizett) - Sörös Pongrác (1873–1919) történet- és életrajzíró, az MTA levelező tagja. - Stollmann András (1932) zoológus, ornitológus. - Szinnyei József irodalomtörténész, bibliográfus. - Szóbel Géza (1905-1963) festő, grafikus. - Szőcs Ferenc (1935-2022) szlovákiai magyar fizikus, tudományos kutató. - Szurcsík Ádám (1994) színész. - Szüllő Rezső (1912-1982) plébános. - Takáts Sándor (1860-1932) történetíró. - Tarics Péter (1966) előadóművész, újságíró, politológus, rendező, közíró. - Teleki Tibor (1935-1990) szlovákiai magyar nyelvész, főiskolai oktató. - Telekiné Nagy Ilona (1933-2010) egyetemi oktató, nyelvész. - Térfy Gyula (1864–1929) magyar jogtudós, jogi író. - Tok Béla (1936-1993) tanár, helytörténész, muzeológus. - Tóth Erzsébet Fanni (1985) társadalomkutató. - Tóth László (1949) költő, író, műfordító, szerkesztő. - Török Tamás (1976) nyelvész. - Trugly Sándor (1952-2021) régész. - Vájlok Sándor (1913-1991) kritikus, művelődéstörténész. - Varga Sándor (1942) történész, levéltáros, politikus. - Varsányi László (1921–1985) pedagógus, kultúrszervező. - Vaskovics Lajos (1919-1997) csehszlovák nemzetgazdász, megyei hivatalnok, SzSzK pénzügyminiszter helyettes. - Wojtowicz Richárd (1888-?) komáromi fényképész, nyilas vezető. - Z. Németh István (1969) költő. - Zs. Nagy Lajos (1935-2005) költő, újságíró. |